# Angelo Longoni (calciatore 1910)
Angelo Longoni (Seregno, 13 giugno 1910 – ...) è stato un calciatore italiano, di ruolo centrocampista.

## Caratteristiche tecniche
Giocò nel ruolo di mezzala sinistra.

## Carriera
Giocò in Serie A con il Novara.

## Palmarès

### Giocatore
- Prima Divisione: 1

Seregno: 1931-1932 (girone C)